# Sándor Szabó
Sándor Szabó (Budapest, 29 gennaio 1941 – 7 agosto 1992) è stato uno schermidore ungherese, vincitore di quattro medaglie d'argento ai campionati mondiali di scherma.